# 梅厄·迪岑哥夫
梅厄·迪岑哥夫（希伯來語：‎，Meer Yankelevich Dizengof，1861年2月25日–1936年9月23日）是一个犹太复国主义政治家和特拉维夫首任市长（1911–1922为城市规划主任，1922–1936为市长）。

## 生平

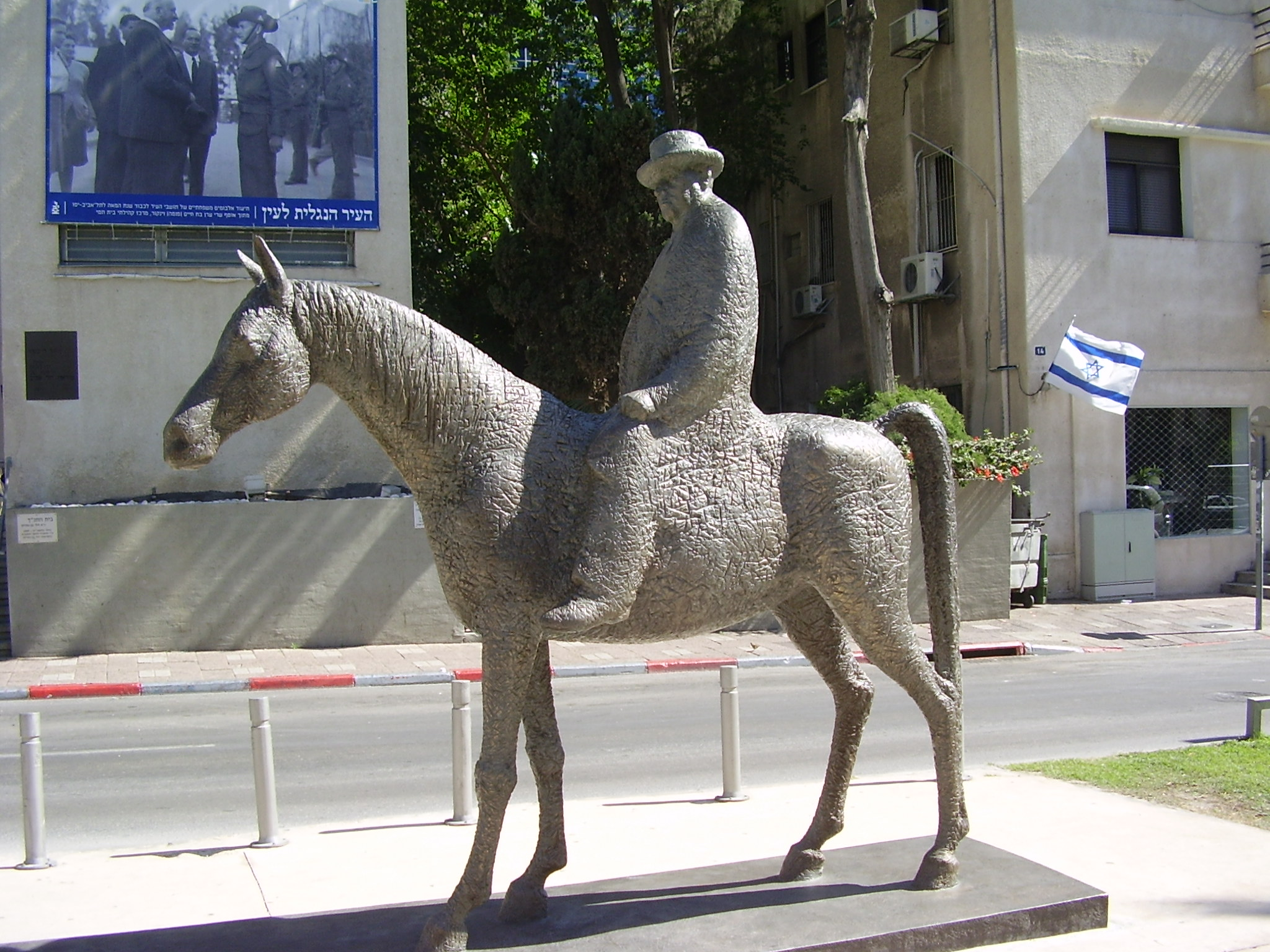
特拉维夫罗斯柴尔德大道，以色列独立厅前的梅厄·迪岑哥夫骑马像

## 特拉维夫市长

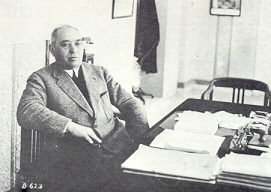
梅厄·迪岑哥夫

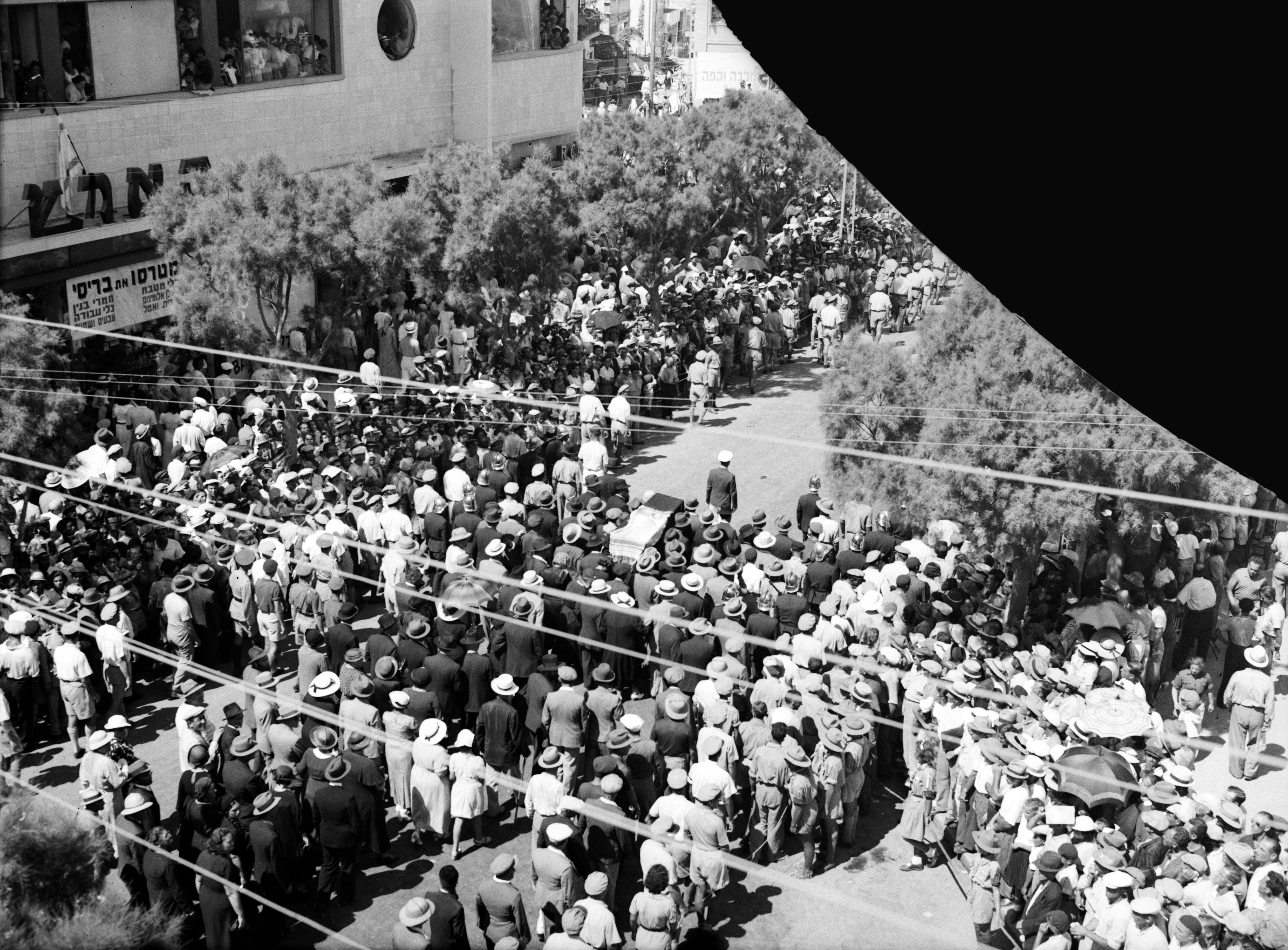
1936年9月24日，梅厄·迪岑哥夫 的葬礼。

1936年，阿拉伯人暴动，阿拉伯人关闭雅法港口，意在遏制犹太人定居点在巴勒斯坦的快速扩张。迪岑哥夫向政府施压，要求给予他在新城市特拉维夫开一个港口的许可。在他死之前，他为一号码头举行了落成仪式。他的祝词的开头：「女士们，先生们，我仍然可以记得特拉维夫没有港口的日子」。1936年9月23日，迪岑哥夫去世。

## 梅厄·迪岑哥夫的家

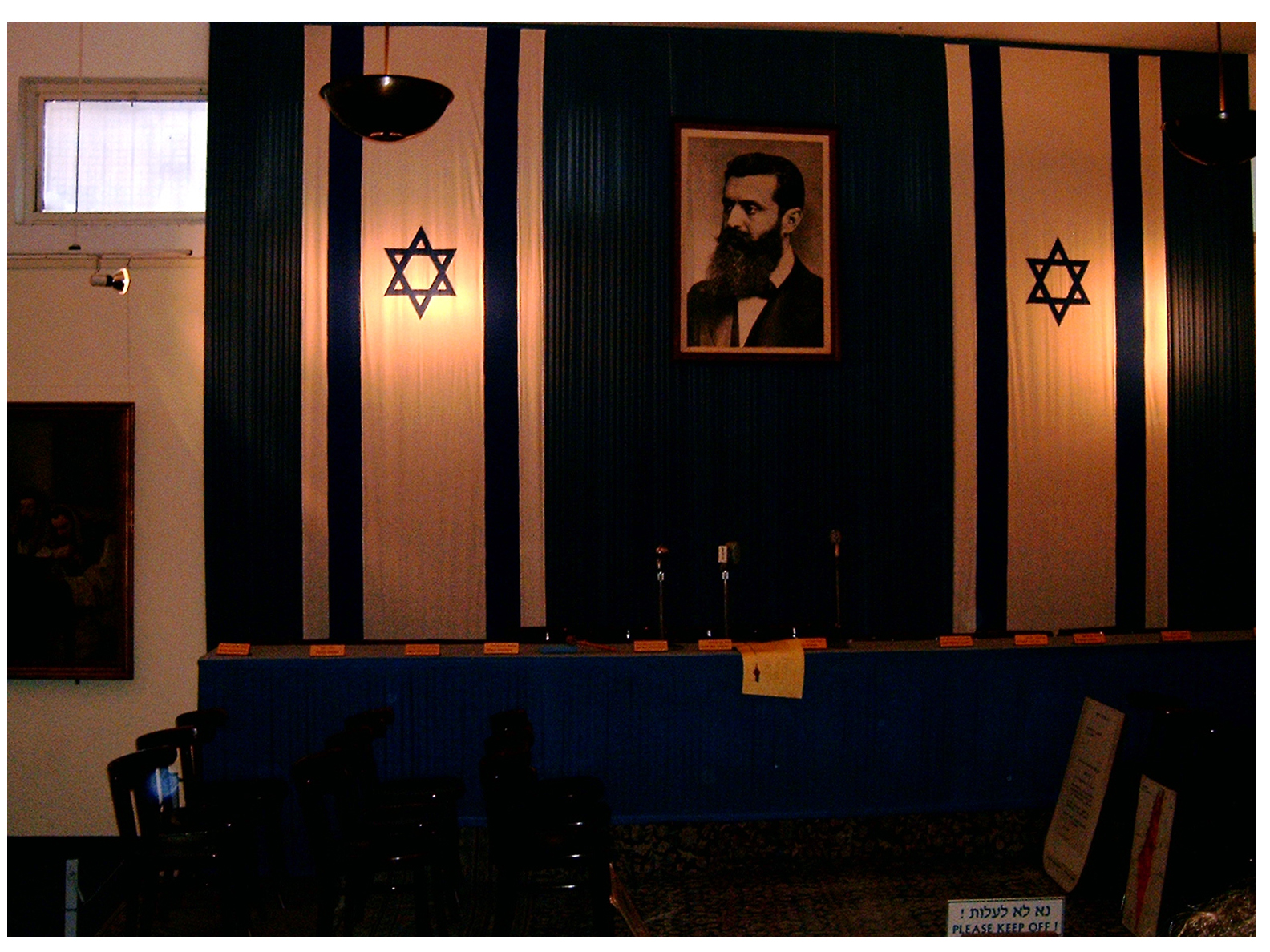
梅厄·迪岑哥夫的家，现在为独立厅，1948年5月14日，本-古里安 在此宣布以色列独立。

1930年，迪岑哥夫在他的妻子去世后，将他的房子捐赠给他挚爱特拉维夫市，并要求它改造为一个博物馆。房子经历了大规模修缮，并在1932年成为特拉维夫艺术博物馆。1971年，博物馆搬到其当前的位置。1948年5月14日，大卫·本-古里安在此宣布以色列国独立。该建筑现在有一个历史博物馆，被称为以色列独立厅。

## 纪念
梅厄公园和迪岑哥夫街都是他的名字命名。 他的名字也用在以色列俚语：它被用来作为一个动词lehizdangeff，意为「沿迪岑哥夫大街走」。迪岑哥夫广场，有一个雕塑由雅科夫·阿甘创作的雕像。